# Clibanarius nathi
Clibanarius nathi is een tienpotigensoort uit de familie van de Diogenidae. De wetenschappelijke naam van de soort is voor het eerst geldig gepubliceerd in 1940 door Chopra & Das.